# Контело, Фома де
Фома (Томас) де Контело (англ. Thomas de Cantilupe, 1218, Хамблден, Бакингемшир — 25 августа 1282, Монтефьясконе, Лацио) — лорд-канцлер Англии (1264—1265) при Генрихе III и епископ Херефордский с 1275 года до своей смерти. Почитается Римско-католической церковью как святой, канонизирован папой Иоанном XXII в 1320 году.

## Биография

### Происхождение
Третий сын Уильяма II де Контело (ум. 1251), 2-го феодального барона Итона-Брея в Бедфордшире. Он был стюардом Генриха III, как и его отец Уильям I де Контело (ум. 1239) был стюардом отца Генриха, короля Иоанна. Мать — Мелисенда де Гурнэ (ум. 1260), дочь Гуго IV, сеньора де Гурнэ, и вдова Амори VI де Монфора, графа Глостер (ум. 1213). Родился в Хамблдене, Бакингемшир, в поместье, принадлежавшем первому мужу его матери, которое было передано ей в качестве приданого. Дядей Томаса был Уолтер де Контело, епископ Вустерский (ум. 1266).

### Карьера
Де Контело получил образование в Оксфорде, Париже и Орлеане, преподавал каноническое право в Оксфордском университете, где был канцлером в 1262—1264 годах.
Во время Второй баронской войны поддерживал Симона де Монфора и баронское сопротивление. Представлял баронов перед королём Франции Людовиком IX в Амьене в 1264 году.
25 февраля 1264 года, будучи архидиаконом Стаффорда, де Контело был назначен лордом-канцлером Англии, но лишился должности после гибели де Монфора в битве при Ившеме и некоторое время жил за границей. После возвращения в Англию снова был назначен канцлером Оксфордского университета, где читал лекции по богословию и занимал несколько церковных должностей.

### Епископ Херефордский
В 1274 году де Контело присутствовал на Втором Лионском соборе, и 14 июня 1275 года был назначен епископом Херефордским. Рукоположен в сан епископа 8 сентября 1275 года архиепископом Кентерберийским Робертом Килуордби вместе с епископами Джоном Чишаллом и Уолтером де Мертоном.
Доверенный советник короля Эдуарда I, он посещал королевские советы в Виндзорском замке или в Вестминстере.
После смерти в 1279 году архиепископа Килуордби, друга и бывшего духовника де Контело, между ним и новым архиепископом Джоном Пэкхэмом возник ряд разногласий. В итоге Пэкхэм отлучил де Контело от церкви, и тот отправился в Рим, чтобы обсудить этот вопрос лично с папой.
Скончался 25 августа 1282 года в Ференто, недалеко от Орвието (в то время Папская область). Похоронен в Херефордском соборе.

## Прославление
В апреле 1307 года в Лондоне было проведено папское расследование, чтобы определить умер ли де Контело будучи отлучённым от церкви. Было вызвано 44 свидетеля и представлены различные письма, и уполномоченные пришли к выводу, что он был оправдан в Риме перед своей смертью.
После папского расследования, длившегося почти тринадцать лет, де Контело был канонизирован папой Иоанном XXII 17 апреля 1320 года. День его памяти был назначен на 2 октября. Его гробница стала местом паломничества.
В настоящее время «Римский мартиролог» указывает день его памяти как 25 августа.
Де Контело считается образцовым епископом: много занимался благотворительностью, а его личная жизнь была безупречна. Его называют «отцом современной благотворительности», а Мать Тереза и Мелинда Гейтс называли его источником вдохновения.